# Kościół św. Brata Alberta w Łukowie
Kościół św. Brata Alberta – rzymskokatolicki kościół parafialny należący do dekanatu Łuków II diecezji siedleckiej.
Wybudowany w latach 1994–2002, staraniem ks. Janusza Onufryjuka, poświęcony przez bpa Henryka Tomasika.

## Galeria

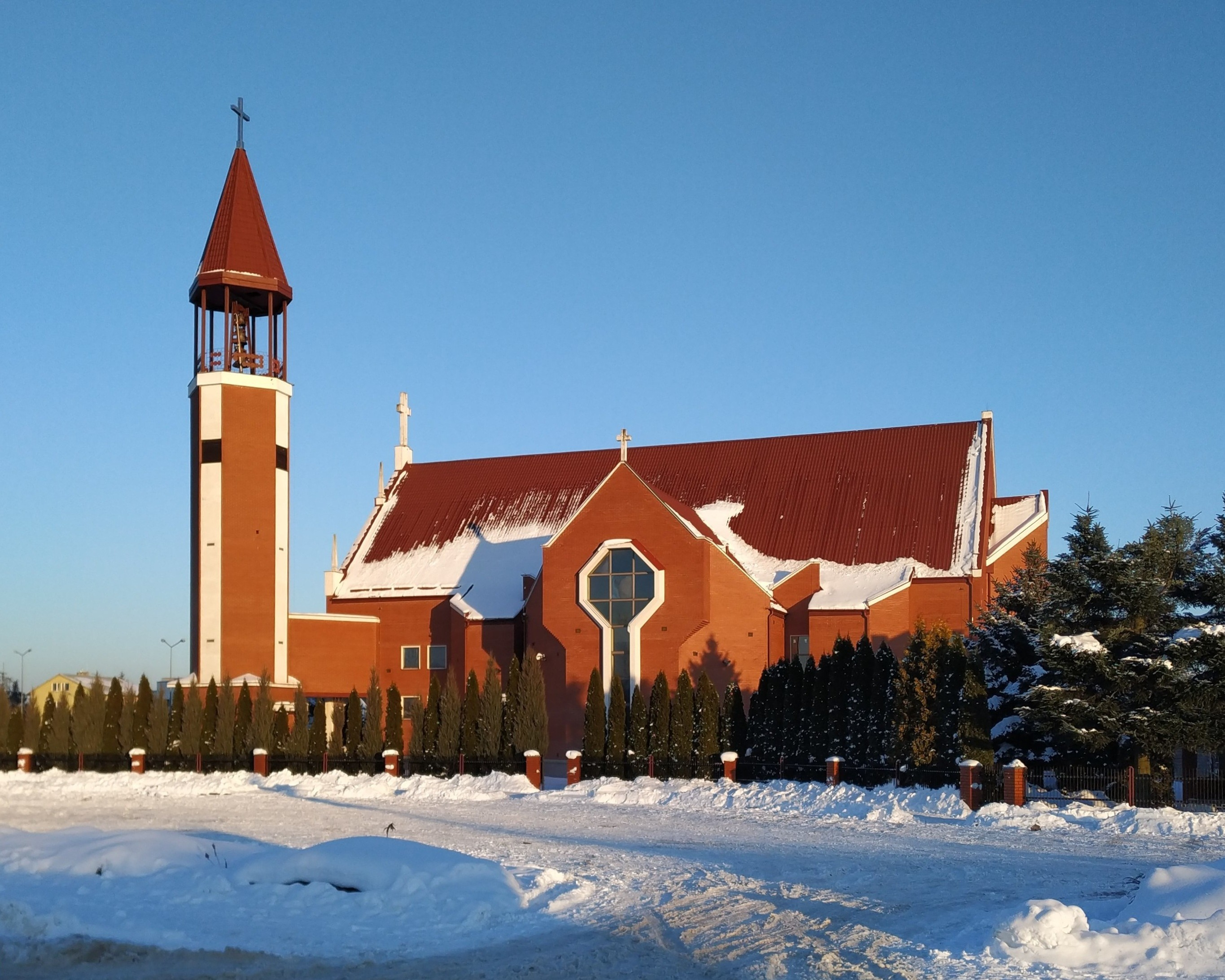
Kościół od strony ul. Maryli Wereszczakówny
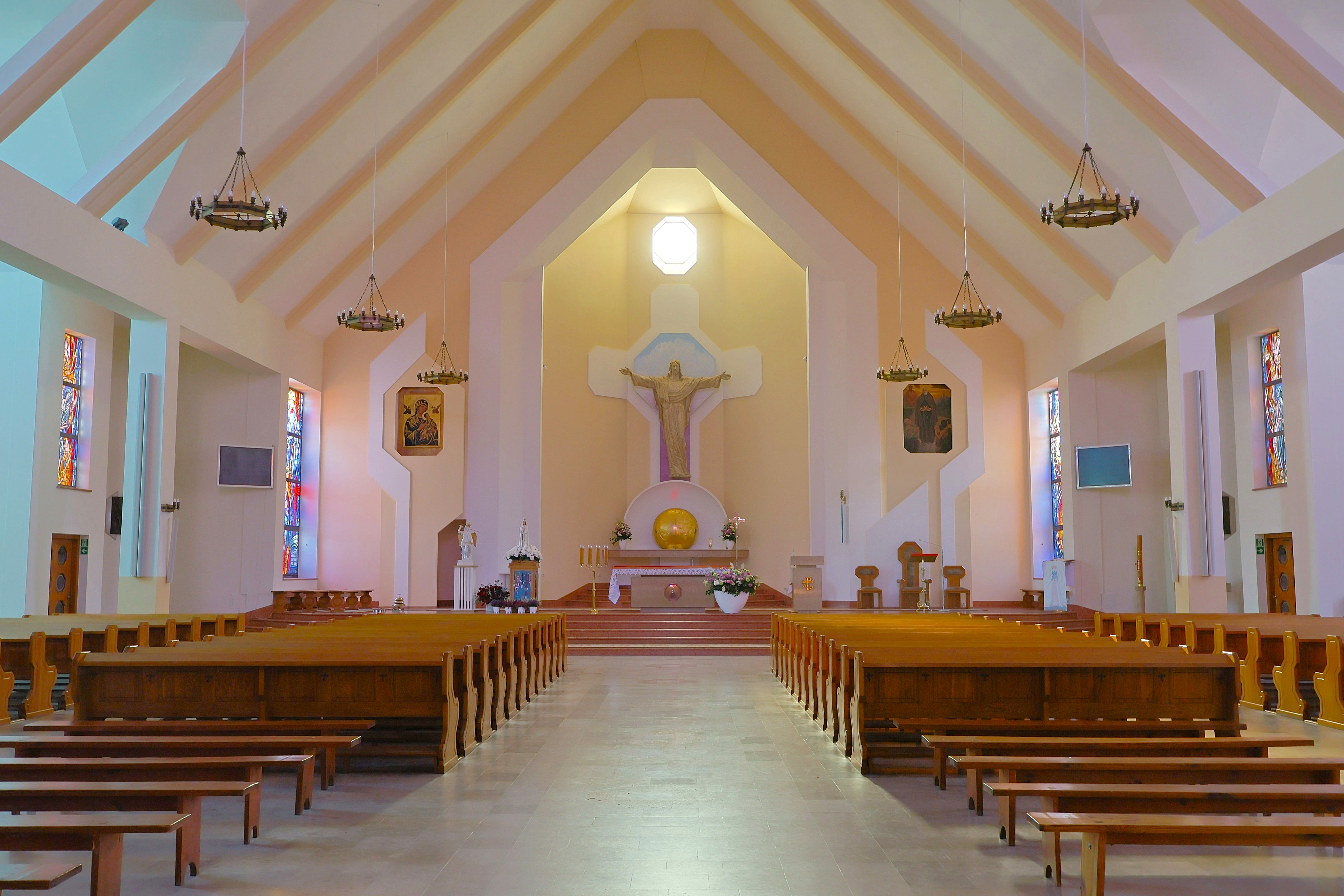
Wnętrze kościoła
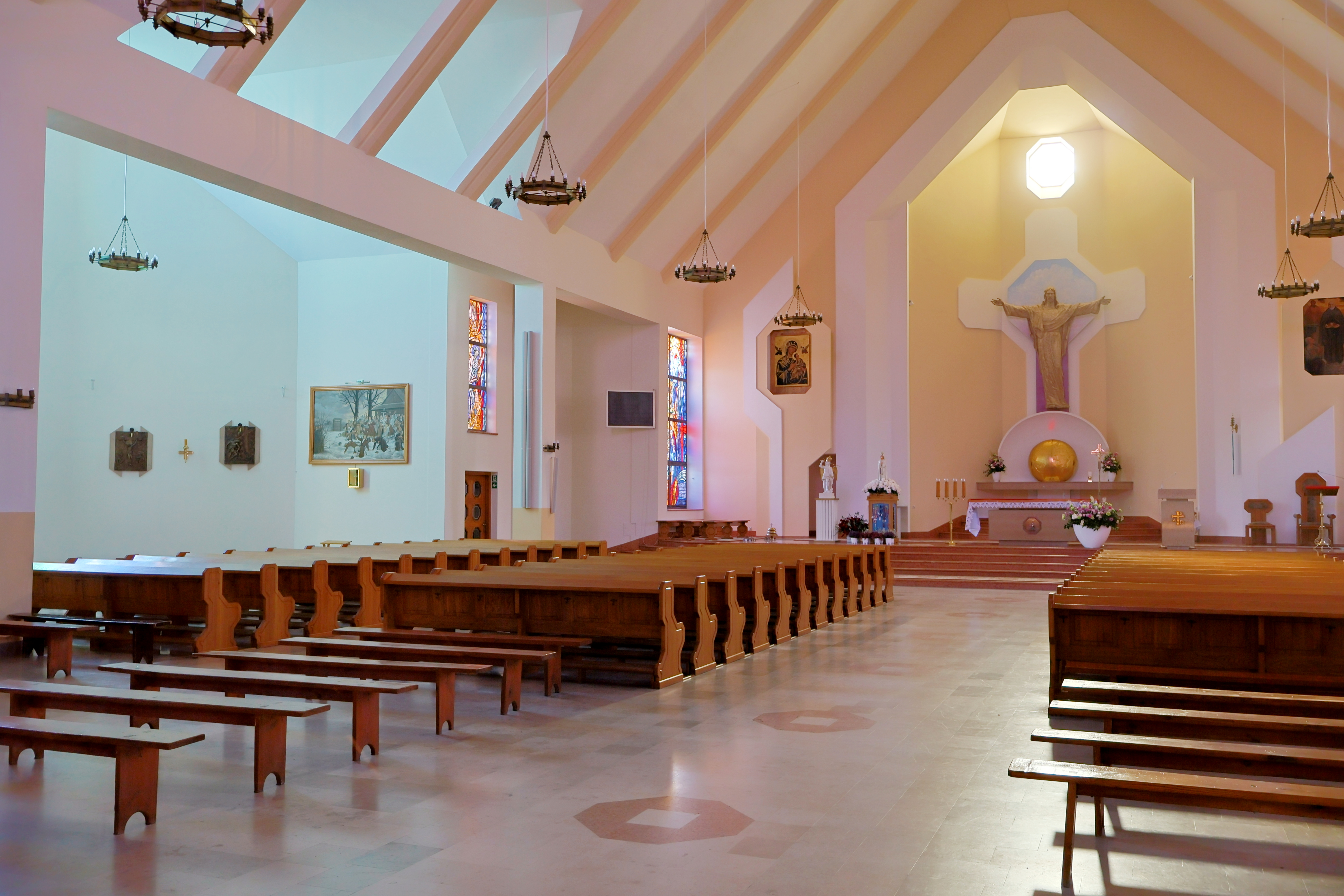
Wnętrze kościoła